# Sistema vestibolare
Il sistema vestibolare, nei vertebrati, è una componente dell'orecchio interno. Nella maggior parte dei mammiferi, il sistema vestibolare è il sistema sensoriale che fornisce il contributo principale al senso di equilibrio e all'orientamento spaziale allo scopo di coordinare il movimento con l'equilibrio. Insieme alla coclea, una parte del sistema uditivo, costituisce il labirinto dell'orecchio interno nella maggior parte dei mammiferi. Poiché i movimenti consistono in rotazioni e traslazioni, il sistema vestibolare comprende due componenti: i canali semicircolari che indicano i movimenti di rotazione; e gli otoliti che indicano accelerazioni lineari. Il sistema vestibolare invia segnali principalmente alle strutture neuronali che controllano i movimenti oculari e ai muscoli che mantengono l'animale in posizione verticale e in posizione di controllo generale. Le proiezioni della prima componente forniscono la base anatomica del riflesso vestibolo-oculare, necessario per una visione chiara; mentre le proiezioni della seconda componente forniscono i mezzi anatomici necessari per consentire il mantenimento della posizione desiderata nello spazio.
Il cervello utilizza le informazioni dal sistema vestibolare nella testa e dalla propriocezione in tutto il corpo per consentire all'animale di comprendere le dinamiche e la cinematica del suo corpo (compresa la sua posizione e accelerazione) costantemente. Non è noto come queste due fonti percettive siano integrate per fornire la sensibilità.